# Koning der Vossen
Koning der Vossen is het tweede deel van de fantasy-serie het Conclaaf der Schaduwen, geschreven door Raymond E. Feist. Deze serie vertelt over Claus, een jongen van de Orisini, als laatste over van zijn volk. Hij wordt geholpen door het Conclaaf der Schaduwen, geleid door magiër Puc, zijn tweede vrouw Miranda en diens kinderen. Dit conclaaf probeert het evenwicht tussen goed en kwaad te herstellen. De oorspronkelijke titel van het boek is 'King of Foxes' en werd uit gegeven in 2003.

## Samenvatting van het boek
Dit tweede deel vertelt ons over Claudius Haviks, voorheen bekend als Klauw, de laatste der Orisini. In dienst van en klaar gestoomd door het conclaaf bereidt jonkheer Haviks zich voor op wraak. Wraak op de man die het bevel gaf voor de uitroeiing van zijn volk Heer Kaspar. Hertog Kaspar, heer van het hertogdom Olasko, weet echter niets van Claus' bedoelingen en probeert hem in dienst te nemen. Als Claus uiteindelijk bij Heer Kaspar in dienst treet, ontdekt Claus dat er binnen de citadel van de hertog vreemde dingen gebeuren. Leso Varen, de magiër in dienst van de hertog, geeft iedereen een naar gevoel. Later als Claus verscheidene taken volbracht heeft blijkt dat Heer Kaspar er een tweede agenda op na houdt. Claus wordt verraden door de hertog, zoals Nakur de Islani hem reeds voorspeld had. Claus wordt door de Hertog verbannen naar het Fort van de Wanhoop, waar hij echter na ruim drie jaar uit weet te ontsnappen met behulp van zijn mede-gevangenen. Nu vrij om te doen wat hij wil, aangezien de hertog hun eed heeft ontbonden door hem te verraden, bereidt Claus een leger voor, om voorgoed te kunnen afrekenen met Kaspar. Met hulp van het Nakur en Puc weet hij het Koninkrijk der Eilanden, Kesh én Roldem hen te helpen in de laatste strijd tegen de hertog en tegen de duistere tovenaar Leso Varen. Op het laatst komt Claus echter tot inkeer door de ervaringen die het de afgelopen jaren heeft opgedaan. In plaats van zijn volk te wreken door Kaspar te doden, spaart hij zijn leven om hem te laten lijden onder zijn geweten. Puc biedt echter aan Kaspar te 'helpen' en draagt zijn zoon Magnus op Kaspar naar Novindus te brengen. Claus, gaat ten slotte op zoek naar de laatsten van zijn volk en vindt onder andere Oog van de Blauwe Taling om samen verder te leven.